# Cesare De Franchi
Cesare De Franchi Toso (ur. 1666 w Genui, zm. 1739 tamże) – polityk genueński.
Przez okres od 8 października 1721 do 8 października 1723 roku Cesare De Franchi pełnił urząd doży Genui.